# Sông Đa S'Răng
Sông Đa S'Răng hay Da S' Răng là một con sông đổ ra sông La Ngà. Sông Đa S'Răng chảy qua các tỉnh Lâm Đồng và Bình Thuận, Việt Nam.
Sông có chiều dài 14 km và diện tích lưu vực là 53 km² .
Sông Đa S'Răng khởi nguồn từ sườn bắc khối núi ở vùng bắc xã Bắc Ruộng huyện Tánh Linh. Chảy tới xã Lộc Nam huyện Bảo Lâm, tỉnh Lâm Đồng thì sông đổ vào sông La Ngà, tên địa phương là Sông Đa R'Nga.